# 마티아스 욀룬드
켄네트 마티아스 욀룬드(스웨덴어: Kenneth Mattias Öhlund, 1976년 9월 9일 ~ )는 스웨덴의 은퇴한 아이스하키 선수로 포지션은 수비수이다. 내셔널 하키 리그(NHL)의 밴쿠버 커넉스와 탬파베이 라이트닝에서 활동한 것으로 잘 알려졌다. 스웨덴 아이스하키 2부 리그인 알스벤스칸의 팀인 피테오 HC에서 2시즌을 활약했고, 1994년 NHL 드래프트에서 전체 13위로 밴쿠버 커넉스의 지명을 받았다. 그 후 스웨덴 최상위 리그인 엘리트세리엔의 룰레오 HF에 입단하여 1996년 레 마트 트로피를 들어올리며 리그 우승을 달성했다. 그는 1997-98 시즌부터 밴쿠버에서 NHL 활동을 시작했으며, 이 팀에서 11년 동안 활동했다. 그는 알렉산데르 에들레르가 기록 갱신할 때까지 팀에서 가장 높은 포인트를 기록한 수비수로 활동했다. 그 후 2011년에 경력을 마치기 전에 탬파베이 라이트닝에서 2시즌을 활동했다. 
스웨덴 국가대표 선수로도 활동하여 세계 주니어 선수권 대회에서 은메달 2개, 동메달 1개를 획득했으며, 특히 1996년 대회에서는 대회 최우수 수비수로 선정되었다. 이후 그는 올림픽 4회, 세계 선수권 대회에 3회 참가하였고, 1998년 세계 선수권 대회와 2006년 동계 올림픽에서 금메달을 획득했다.